# Thomas Adolf Quanjer
Thomas Adolf Quanjer (Moordrecht, 4 februari 1843 - Den Haag, 9 maart 1921) was een Nederlands schrijver en vertaler van Duitse, Engelse en Franse literatuur.

## Biografie
Quanjer werd opgeleid voor de militaire geneeskundige dienst. Hij was van 1866 tot 1881 officier van gezondheid. Vanaf 1877 was hij gevestigd als arts in Utrecht.
In 1875 verscheen in twee delen zijn roman Een pleegzoon. Daarnaast publiceerde hij enkele veel gelezen kleine werken over gezondheidsleer.
In 1911 verscheen van de hand van Quanjer de eerste Nederlandse vertaling van Thomas Manns roman Buddenbrooks.

## Publicaties
- Een pleegzoon (H.W. van Marle, Arnhem, 1875)
- De school van een geneeskundig standpunt beschouwd (Utrecht, Van Terveen & zoon, 1879)
- Duitsch woordenboek/Deutsches Wörterbuch (Blankwaardt & Schoonhoven, 's-Gravenhage, z.j.)
- Engelsch woordenboek/English Dictionary (Blankwaardt & Schoonhoven, 's-Gravenhage, z.j.)
- Frans woordenboek/Dictionnaire français (Kramers, Rijswijk, z.j.)
- Hoe Jacqueline Jaepie werd (in "De huisvriend", jaargang 2, 1900)
- Maasdorp (in "De huisvriend", jaargang 2, 1900)
- Meta van Bingerden (in "De huisvriend", jaargang 2, 1902)
- Mooi Maartje (in "De huisvriend", jaargang 2, 1900)
- Om en om. Viertalig zakwoordenboek (Kramers, Rijswijk, z.j.)

## Vertalingen (selectie)
- Pierre de Coulevain: In het volle leven (Blankwaardt & Schoonhoven, 's-Gravenhage, 1908)
- Alphonse Daudet: Jack (Blankwaardt & Schoonhoven, Rijswijk, z.j.)
- Casimir Delavigne: De kinderen van Eduard. Treurspel in 3 bedrijven (Blankwaardt & Schoonhoven, Rijswijk, z.j.)
- Alexandre Dumas: De zwarte tulp (Graauw, Amsterdam/Soerabaia, z.j.)
- George Eliot: Felix Holt, de radicaal (Blankwaardt & Schoonhoven, z.j.)
- Paul Fremeaux: Sint-Helena, de laatste dagen van den keizer (Blankwaardt & Schoonhoven, 's-Gravenhage, 1930)
- Henry Gréville: Sonia (Blankwaardt & Schoonhoven, Rijswijk, z.j.)
- Pierre Loti: IJslandsche Visscher (Blankwaardt & Schoonhoven, Rijswijk, 1916)
- Thomas Mann: De Buddenbrooks. Het verval eener familie (Blankwaardt & Schoonhoven, 's-Gravenhage, 1911)
- Friedrich von Schiller: De maagd van Orleans. Een romantische tragedie (Schiedam, 1898)
- Leo Tolstoi: Opstanding ("uit het Duitsch", Blankwaardt & Schoonhoven, 's-Gravenhage, z.j.)
- Ernst von Wildenbruch: Het Heksenlied (Blankwaardt & Schoonhoven, 's-Gravenhage, z.j.)

## Annotatie
- Rudolf Herzog: Die Wiskottens (Blankwaardt & Schoonhoven, 's-Gravenhage, 1912)
- Hermann Sudermann: Frau Sorge (Blankwaardt & Schoonhoven, Rijswijk, z.j.)

- Digitale Bibliotheek voor de Nederlandse Letteren: quan001